# Ut unum sint
Ut unum sint è una enciclica pubblicata dal papa Giovanni Paolo II il 25 maggio 1995.

Tratta dell'ecumenismo ed in particolare delle relazioni tra la Chiesa cattolica e la Chiesa ortodossa.

È stata pubblicata solo due mesi dopo l'enciclica Evangelium vitae.

## Contenuto
- Introduzione
- I - L'impegno ecumenico della Chiesa cattolica
- II - I frutti del dialogo
- III - Quanto è lunga la strada?
- Esortazione